# Dietershofen (Kirchensittenbach)
Dietershofen ist ein Gemeindeteil der Gemeinde Kirchensittenbach im Landkreis Nürnberger Land (Mittelfranken, Bayern). Dietershofen liegt in der Gemarkung Algersdorf.

## Geographie
Das Dorf  liegt im Sittenbachtal südlich von Algersdorf, nördlich von Kirchensittenbach, westlich von Stöppach und östlich von Morsbrunn an der Staatsstraße 2404 und an der Kreisstraße LAU 10. Der Moosbach mündet in Dietershofen in den Sittenbach. Das Dorf hat etwa 30 Anwesen. Im Osten liegen der Stöppberg (579 m) und der Wasserberg (574 m).